# Кокузна времена
Кокузна времена је први студијски албум југословенског бенда Мерлин. Објављен је 1985 и један од најбољих поп рок албума у бившој Југославији. Све пјесме је написао Дино Мерлин.

## Списак пјесама
1. Кокузна времена
2. Љубав није парадајз
3. Јутро у Сплиту
4. У канџама јастреба
5. Свјетла Загреба
6. Причалица
7. Ружан сан
8. Духови коњака
9. Дај, назови ме

## Извођачи
- Извршни продуцент — Брана Ликић
- Чланови бенда — Дино Мерлин, Џаф Сарачевић, Менсур Луткица, Мили Милишић, Тула Бјелановић